# L'Habit vert (film)
Pour les articles homonymes, voir L'Habit vert.
Pour plus de détails, voir Fiche technique et Distribution.
L'Habit vert est un film français réalisé par Roger Richebé, sorti sur les écrans en 1937.

## Synopsis
Surpris aux pieds de la femme du duc de Maulévrier, académicien influent, Hubert de Latour-Latour prétend qu’il était en train de demander à cette dernière une intervention pour l'aider à entrer à l'Institut. Cela tombe à pic puisqu'un fauteuil vient de se libérer.

## Fiche technique
- Titre : L'Habit vert
- Réalisation : Roger Richebé
- Assistant-réalisateur : Marcel Cravenne (sous le nom de Marcel Cohen)
- Scénario et dialogues : Louis Verneuil, d'après la pièce L'Habit Vert de Robert de Flers et Gaston Arman de Caillavet.
- Photographie : Jean Isnard
- Musique : Marcel Lattes
- Décors : Jean d'Eaubonne
- Montage : Jean Mamy
- Production : Société des films Roger Richebé
- Pays de production :  France
- Distributeurs : Paris-Cinéma Location, Télédis
- Format : Son mono  - Noir et blanc - 35 mm  - 1,37:1
- Genre : Comédie
- Durée : 109 minutes
- Date de sortie : 28 octobre 1937 en France
- Lieu de tournage : château de Champs-sur-Marne
- Affiche : Bernard Lancy (France)

## Distribution
- Elvire Popesco : la duchesse de Maulévrier, la femme au tempérament de feu d'un académicien
- André Lefaur : le duc de Maulévrier, un académicien à cheval sur les principes
- Meg Lemonnier : Brigitte Touchard, la secrétaire du duc de Maulévrier
- Georges Pally : le domestique des Maulévrier
- Victor Boucher : le comte Hubert de Latour-Latour, l'amant de la duchesse
- Lucette Desmoulins : Arlette Mareuil, une artiste des Folies Bergère, maîtresse du comte de Latour-Latour
- Jules Berry : Parmeline, un musicien excentrique ancien amant de la duchesse
- Pierre Larquey : Pinchet, le secrétaire perpétuel de l'Académie française
- Charles Lamy : Gondrecourt, le doyen de l'Académie française
- Georges Morton : le général de Roussy de Charmille, membre de l'Académie française
- Anthony Gildès : un académicien
- Robert Ralphy : un académicien
- Gaston Secrétan : un académicien
- Bernard Blier : Pinchet fils, un huissier de l'Académie française
- Jacques Beauvais : un huissier de l'Académie française
- Abel Tarride : Jacques Durand, le nouveau Président de la République
- Marguerite de Morlaye : une invitée à l'Élysée
- Robert Seller : M. de Saint-Gobin
- Pierre Palau : le baron Bénin
- Marie-Jacqueline Chantal : la voyageuse du train
- Léonce Corne : le tailleur
- Léon Arvel : Mourier
- Edy Debray : Laurel
- Henry Richard
- Gustave Gallet
- Léone Leduc

## Autour du film
- Le terme d'habit vert fait référence à l'uniforme des membres de l'Académie française.